# 联邦国防部飞行值勤队
联邦国防部飞行值勤队（德語：Flugbereitschaft des Bundesministeriums der Verteidigung，缩写为）是德国空军的一个空运联队，总部设于科隆/波恩机场（可直接连至瓦恩空军兵营），所有运输机及联队领导层均部署于此；而直升机则驻扎在柏林-泰格尔机场。

## 历史
飞行值勤队于1957年2月1日开始投入服务，而在原本仅是作为联邦国防部范畴内为“完成特殊使命”的小型空运單位。在1959年，它首次被纳入第62空运联队，番號編為該聯隊的第3中队。自1963年4月起，飞行值勤队再次独立，最初只是团级编制，至1974年才最终改制为联队单位。随着空运司令部的撤销，飞行值勤队自2010年7月日起直接隶属于驻菲尔斯滕费尔德布鲁克的第1航空師。而在航空师撤销后，飞行值勤队由自2013年7月1日起由空军作战司令部管辖，并由后者负责军事空运的行动指挥以及协调欧洲空运司令部的空中加油任务（灰色机队）。

## 任务
飞行值勤队的任务范围涵盖为国家、政府和国会提供飞行值勤和其它空运业务，筹备客、货运输的处理以及生产维护工作。其另一项特点则是提供病患、伤员运输和支援人道主义救援。由于配备有灰色的远程运输机空中客车A310，它也成为了德国空军战略空运力量的重要组成部分。4架该型号飞机均搭载多用途运输油箱（Multi Role Transport Tanker，简称MRTT），并且也可以转换为纯粹的加油机使用。这使得飞行值勤队除了可以满足客运和货运需求外，还具备空中加油的能力。
为了额外满足“其它用户的服务功能”，飞行值勤队还配备有用于国家及政府飞行任务的白色机队（空中客车ACJ350-900ULR、A319CJ、庞巴迪G5000及AS532超极美洲狮）。
由于飞行值勤队的使用受到《联邦国防部飞行值勤队关于政府及国会范围内人员的运送使用指引》规管，因此仅下列人员拥有要求使用飞行值勤队的权利：
- 联邦总统、联邦议长（德语：Präsident des Deutschen Bundestages）、联邦参议长（德语：Präsident des Bundesrates (Deutschland)）、联邦总理、联邦宪法法院院长、联邦部长及议会党团主席。
- 联邦议长要求的其它联邦议会成员（德语：Mitglied des Deutschen Bundestages）。
- 各党派在联邦议会内的党领导人
- 联邦议院选举（德语：Bundestagswahl）前10周内的总理候选人。

飞行值勤队的使用会通过媒体相互联系，竞争党派或联邦审计局曾多次指控相关的滥用行为，但只有极少数能在法律上得到证明。然而这通常仍可对受指控人员造成影响，从而给人产生不公平特权的印象。
此外飞行值勤队因地处整个军事空运的中心科隆-瓦恩而被称为“瓦恩枢纽”。这里将对所有进入外国的物资和人员进行协调，并处理其中的大部分。飞行值勤队的职工还包括空运乘务员，其军方职能等同于民航的空中乘务员。

## 架构
- 联邦国防部飞行值勤队
  - 飞行大队
    - 第1空运中队（A310）
    - 第2空运中队（A319CJ、ACJ350、G5000）
    - 第3空运中队（AS532超极美洲狮）于柏林-泰格尔

  - 技术大队
    - 第1技术中队（A310）
    - 第2技术中队（A319CJ、ACJ350、G5000）
    - 机场中队

## 机队

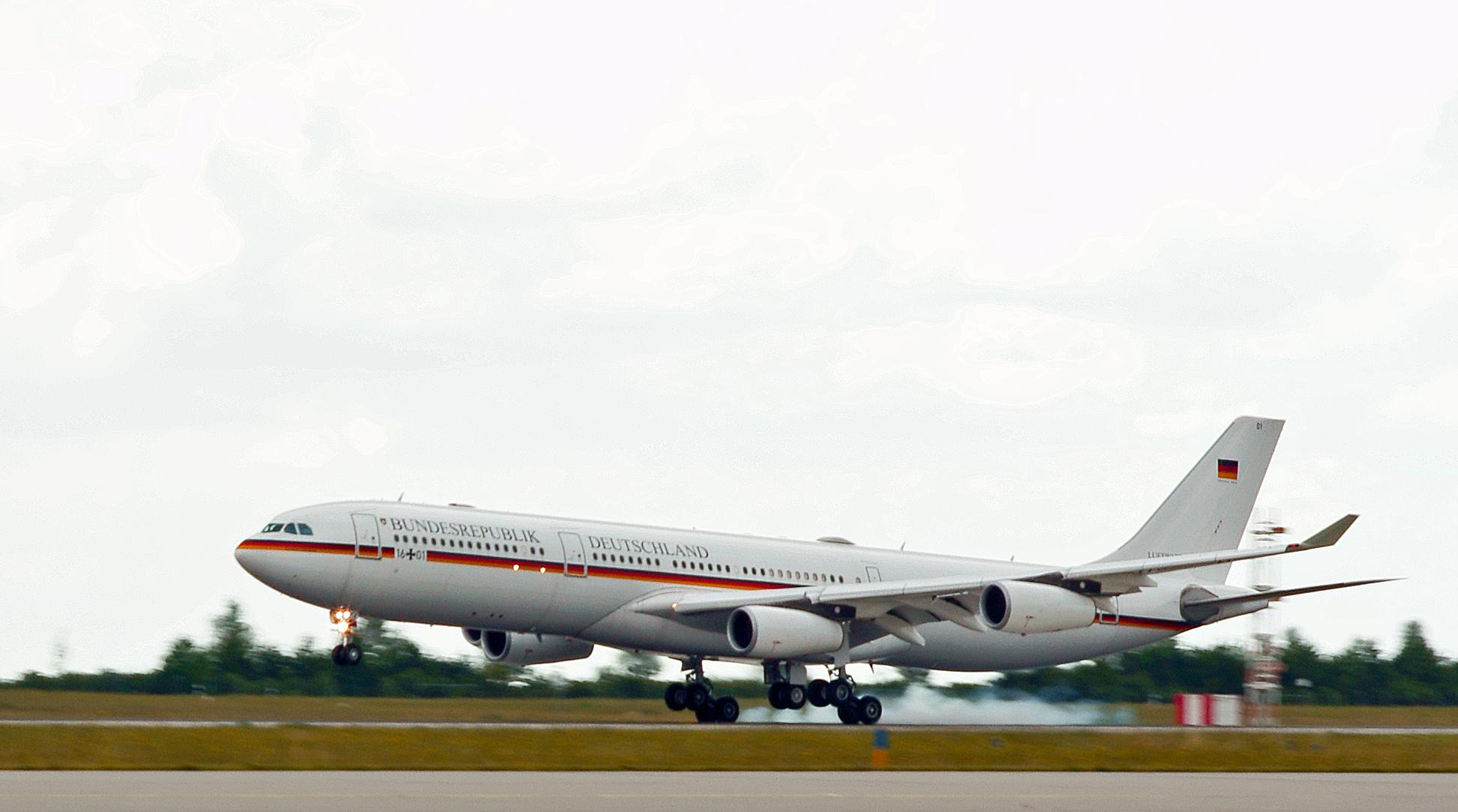
德国原政府官方用机：空中客车A340-313X VIP 16+01“康拉德·阿登纳号”

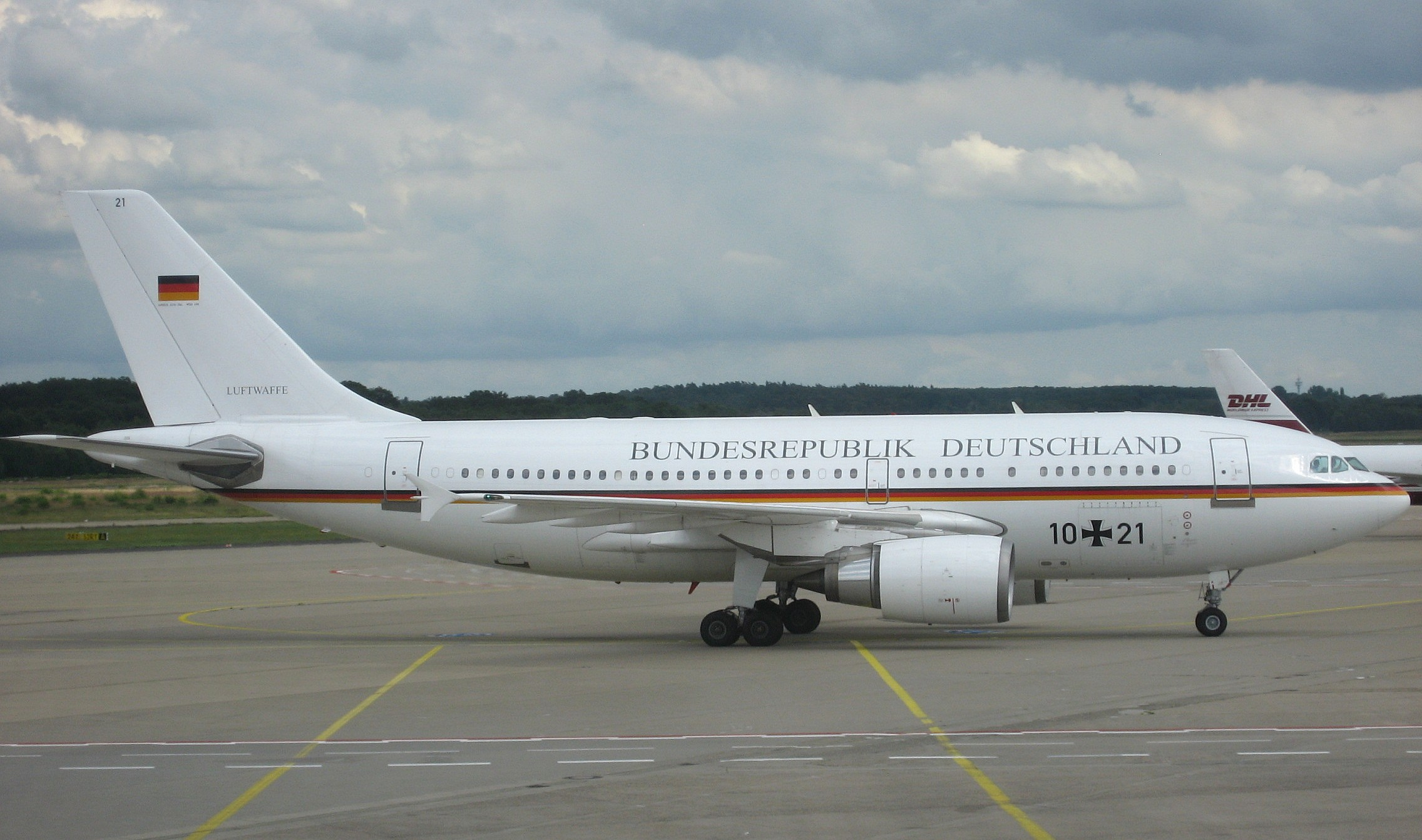
原政府专机：空中客车A310 VIP 10+21

联邦国防部飞行值勤队的机队由2部分组成：灰色的A310-300机队以及包含ACJ350-941ULR、A319CJ、庞巴迪G5000和AS532超极美洲狮的白色机队。
政府专机在2003年7月以前会漆有一条蓝色的腹带和“（德国空军）”字样，自那以后蓝色条纹被黑-红-金三色（德国国旗色）取代。此外，标记字样也被改为“（德意志联邦共和国）”。如今则被缩小显示于垂直尾翼上。三架A350 XWB飞机是以联邦共和国成立之初的政治家命名，其余四架A310也以德国航空先驱命名。两家A319CJ和所有G5000则不使用任何名称。
在A350專機服役前，兩架二手A340曾用作政府遠程專機。該等飛機除了提供最高达143人的容量外，还为政府官员提供卧室及会议室。它是在汉莎航空执飞10多年的正规定期航班后，由汉莎技术公司在汉堡进行了为期21个月的政府专机改造。其最大航程可达13,350公里，较前身机型A310增加了3,000公里，这使得飞机在前往诸如亚洲和非洲时无需作经停加油。这些飞机除了配备空中医院外，还设有各种自我保护装置。它们于2013年还在美国进行了一项以激光为基础的防御系统升级，以对抗红外制导导弹。
在广体飞机A340型主要针对长途航线的同时，G5000和A319CJ也可用来执行短途或小规模代表团的飞行任务。然而，后两种机型也具备在较长航线执飞不经停航班（例如柏林－北京）的能力。首次使用一架G5000（14+01）担当国会领域的飞行发生于2011年6月10日，接送外交部长基多·威斯特威勒从科隆/波恩机场前往卢森堡。这款飞机最多可搭载13名乘客。
2013年5月下旬，联邦国防军与美国制造商诺斯洛普·格鲁门公司签订了一份为两架A319CJ换装自我保护系统的合同。该合同总值2,600万美元。
编号为10+23的A310主要用于人员及货物运输，采用全經濟艙设定。另外4架编号从10+24至10+27的A310则是可转换的多用途运输机。除了可以作为医疗转移使用（如2019冠狀病毒病疫情全球撤僑行動中，德國派出的撤僑專機）外，它们也可用于部队及货物运输或空中加油。在长途航线为己方飞机进行空中加油是联邦国防军最新具备的能力。在2009年2月5日，便有4架台风战斗机在1架A310 MRTT的伴随下前往印度班加罗尔，并进行空中加油。这些A310可额外携带缩写为的多用途运输油箱。所有A310均采用德国空军的灰色涂装。

### 广体飞机

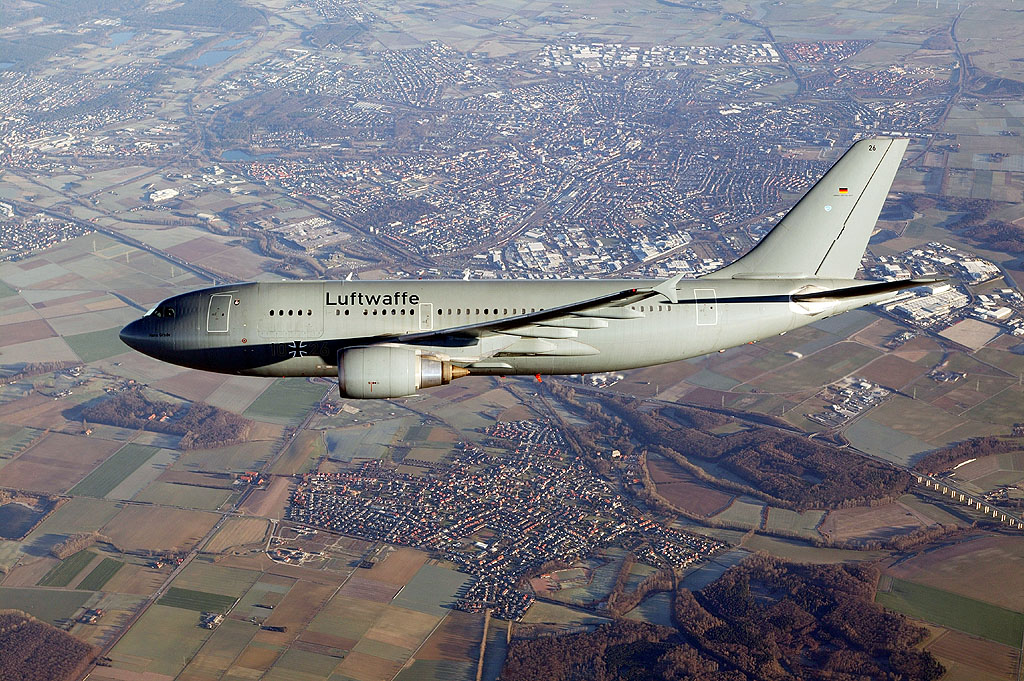
正执行德国空军医疗转移任务的1架A310 MRTT

- 10+01 空中客车ACJ350-941ULR (S/N 468) “康拉德·阿登纳号”
- 10+03 空中客车ACJ350-941ULR (S/N 416)“庫爾特·舒馬赫號”[15]
- 10+23 空中客车A310-304 PAX（S/N 503，原DDR-ABC → 东德国际航空D-AOAC）原“庫爾特·舒馬赫號”
- 10+24 空中客车A310-304 MRTT（S/N 434，原汉莎航空D-AIDA）“奧托·李林塔爾号”
- 10+25 空中客车A310-304 MRTT（S/N 484，原汉莎航空 D-AIDB） “赫尔曼·科尔（德语：Hermann Köhl）号”
- 10+26 空中客车A310-304 MRTT（S/N 522，原汉莎航空D-AIDE“施派尔号”) “汉斯·格拉德（德语：Hans Grade）号”
- 10+27 空中客车A310-304 MRTT（S/N 523，原汉莎航空D-AIDI“费尔巴赫号”）“奥古斯特·欧勒（德语：August Euler）号”

- 16+01 空中客车A340-313X VIP（S/N 274，原汉莎航空D-AIGR“莱比锡号”) 原第二代“康拉德·阿登纳号”[16][17]
- 16+02 空中客车A340-313X VIP（S/N 355，原汉莎航空D-AIFB“古梅尔斯巴赫号”）“特奥多尔·豪斯号”[18][19][20]

### 窄体飞机及公务机
- 14+01 庞巴迪G5000（S/N 9395）[21]
- 14+02 庞巴迪G5000（S/N 9404）
- 14+03 庞巴迪G5000（S/N 9411）
- 14+04 庞巴迪G5000（S/N 9417）[22]

- 15+01 空中客车A319-133X CJ（S/N 3897）
- 15+02 空中客车A319-133X CJ（S/N 4060）[23]

### 直升机

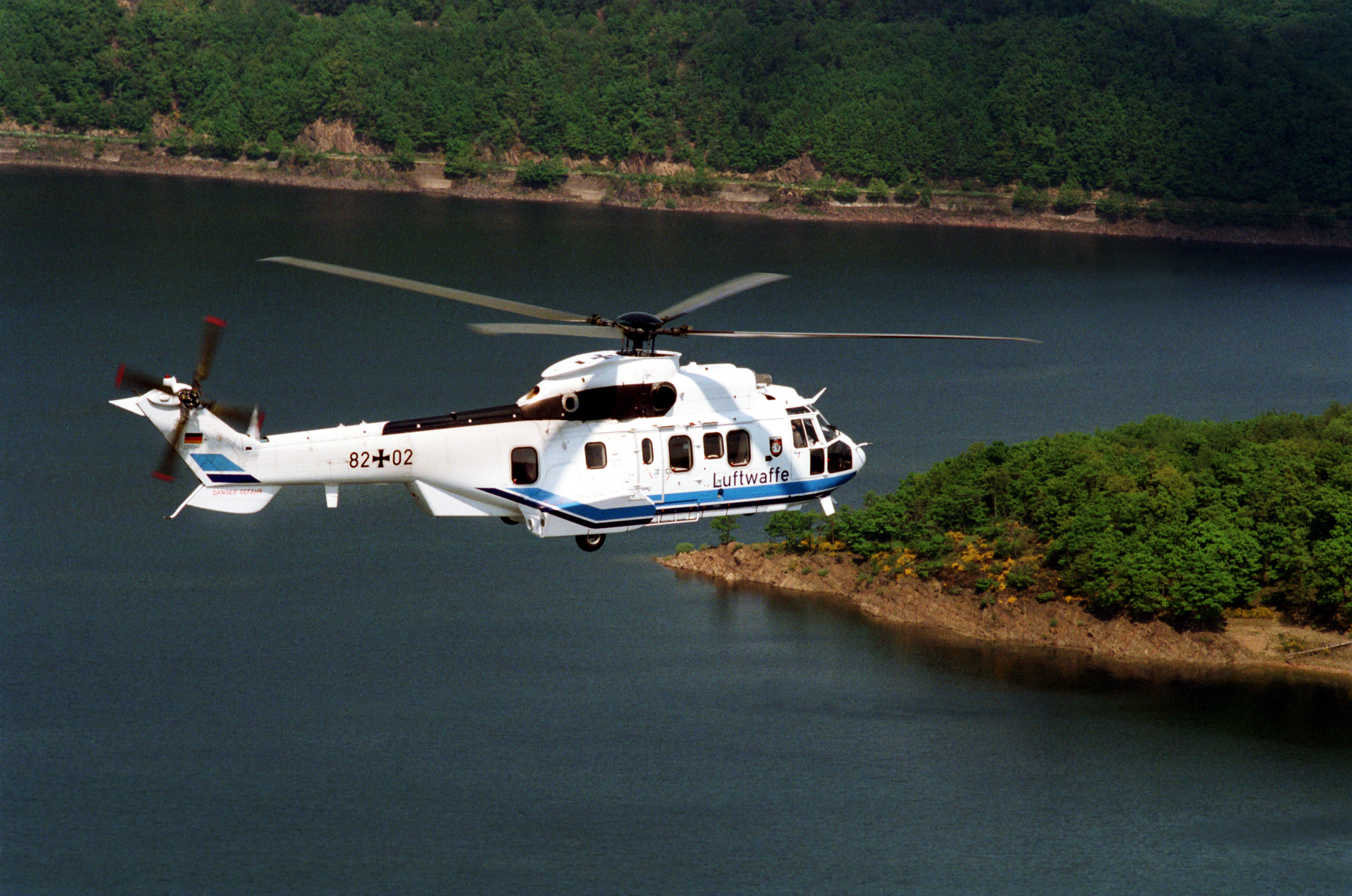
Cougar AS 532

- 82+01 AS532超级美洲狮（S/N 2449）
- 82+02 AS532超级美洲狮（S/N 2452）
- 82+03 AS532超级美洲狮（S/N 2460）

### 前景
飞行值勤队曾在2008年10月宣布，其机队的政府专机（AS532超级美洲狮、G5000、A319CJ和A340）将在柏林勃兰登堡机场落成后转场至当地。其基地应当设于该机场北部、邻近原柏林-舍讷费尔德机场现有航站楼，并建设飞行值勤队所需的一些必要基础设施。但由于新机场工程的延期，其原计划的建设及专场日期也已多次推迟。
用于军用航空运输和空中加油的4架A310 MRTT则将继续驻扎在科隆/波恩机场。

### 曾用飞机
飞行值勤队在1960年代主要使用多尼尔Do 28A和道格拉斯DC-6，至1990年代则由4架波音707-307C组成骨干力量。其机队从1977年至1998年还拥有3架VFW 614。1996年，有2架波音707-307C被新购入的A310-304所取代。其余波音707也在1999年被全数替换为A310，但它们其后仍在盖尔森基兴作为教练及运输机，由未来的空中预警及指挥系统飞行员驾驶超过10年。
1990年，飞行值勤队曾暂时接收了原东德空军第44空运联队（圖-134、圖-154、伊尔-62、米尔-8）的部分飞机及飞行员。其中圖-134和伊尔-62曾离开机队，但很快再次返回。
2011年11月4日，最后1架编号为12+07的庞巴迪挑战者正式退役，并在11月中旬移交至新的买家。飞行值勤队的首架挑战者是在1986年4月购入。德国空军将其运营的总共7架同型飞机登记为12+01至12+07号。
1989年，飞行值勤队从已破产的东德国际航空购入2架仅两年机龄的A310 10+21和10+22号，并总共投入5,000万德国马克将其改造为VIP机型。相较于一般的A310，这2架飞机是在东德国际航空的要求下按照更大的航程范围制造。其中10+21是联邦德国的首架政府官方用机（直至首架A340于2011年6月交付），10+22则是备用机。10+22已于2011年7月1日离开机队，而10+21则被继续使用直至2014年6月。2011年11月20日，来自伊朗的马汉航空宣布，它们已通过中介购入原属于飞行值勤队的10+22号A310。10+21号也在2014年6月30日售予了美国的零重力公司，并立即开始改造
。
原属飞行值勤队的下列飞机在其退役后被移交至了柏林-加托夫机场军事历史博物馆（原称联邦国防军空军博物馆）展出：HFB 320在晚期的ECM版本（16+26）和较早的VIP版本（16+06）、米尔-8（原国家人民军）（93+51）、Let L-410 VIP（53+10，目前租予设于法斯贝格的德国空军第3技术学院），以及一个拆卸自波音B707-307C的VIP贵宾室。
由于缺乏官方的资料或编年史，飞行值勤队的曾用机型列表只能基于非官方途径作为辅助来源进行观察及文献重构：

#### 定翼機

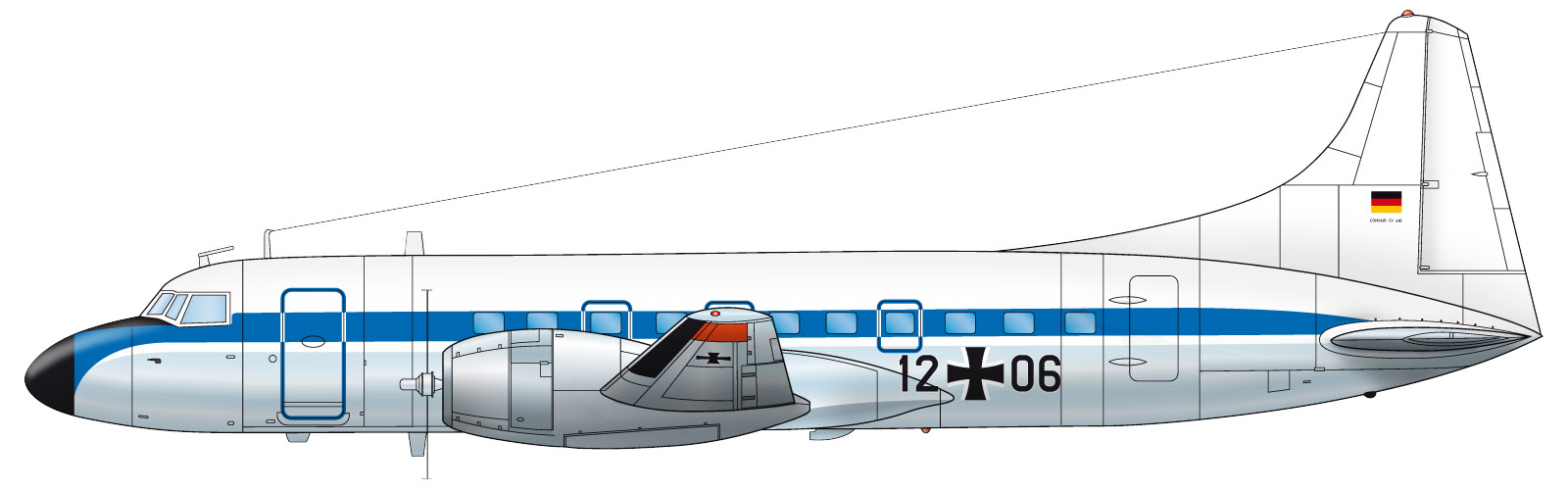
康维尔CV440 (1959–1974)

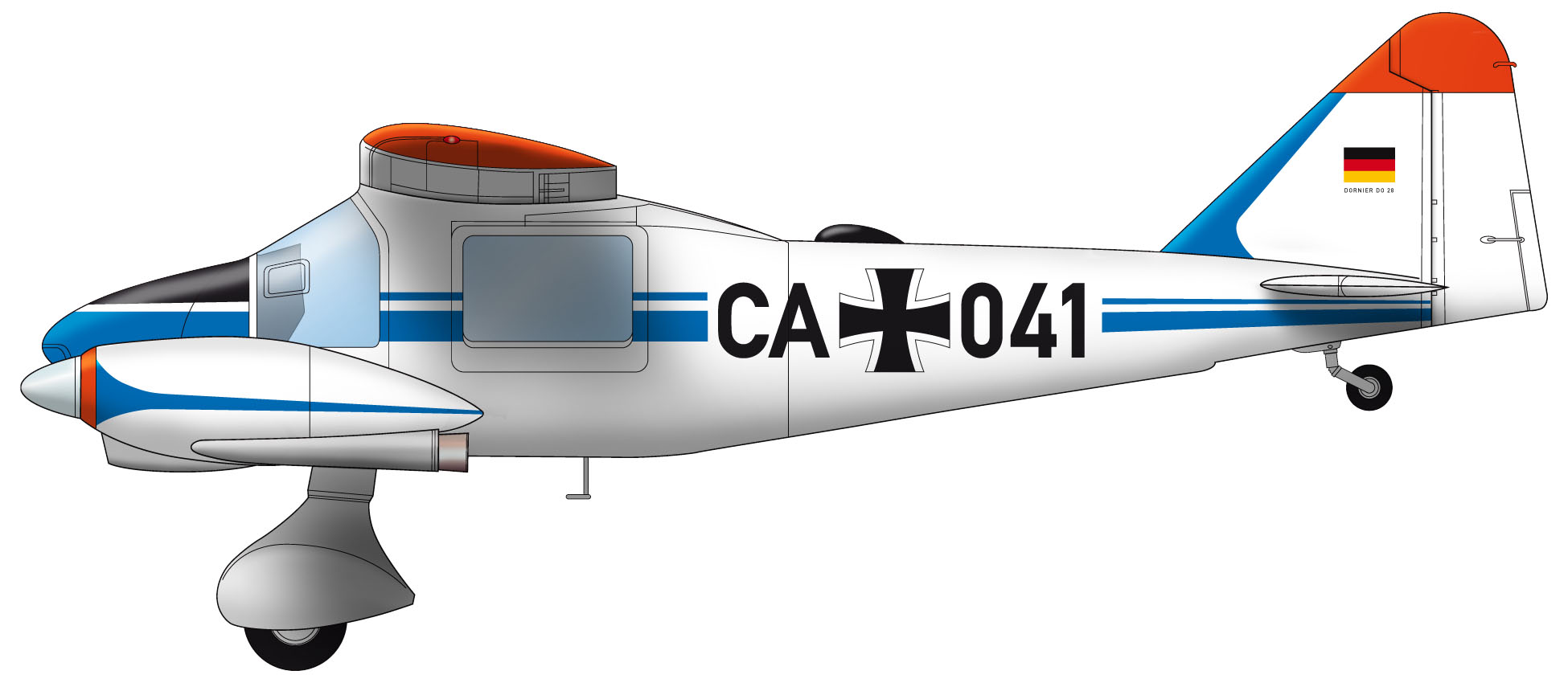
多尼尔Do 28A (1961–1968)

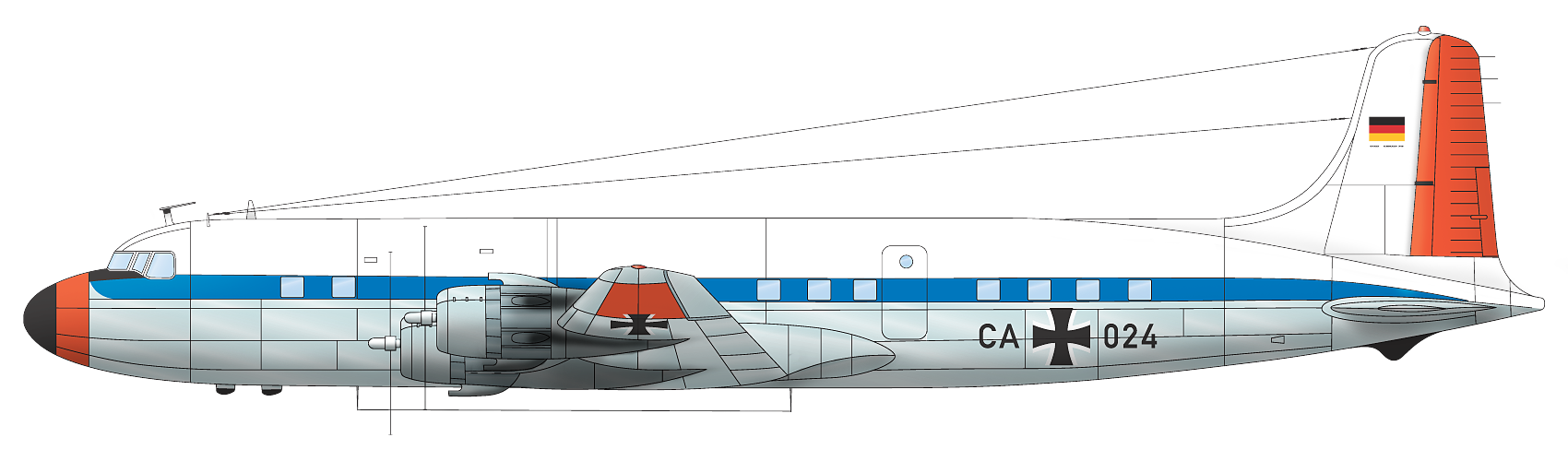
道格拉斯DC-6B (1962–1969)

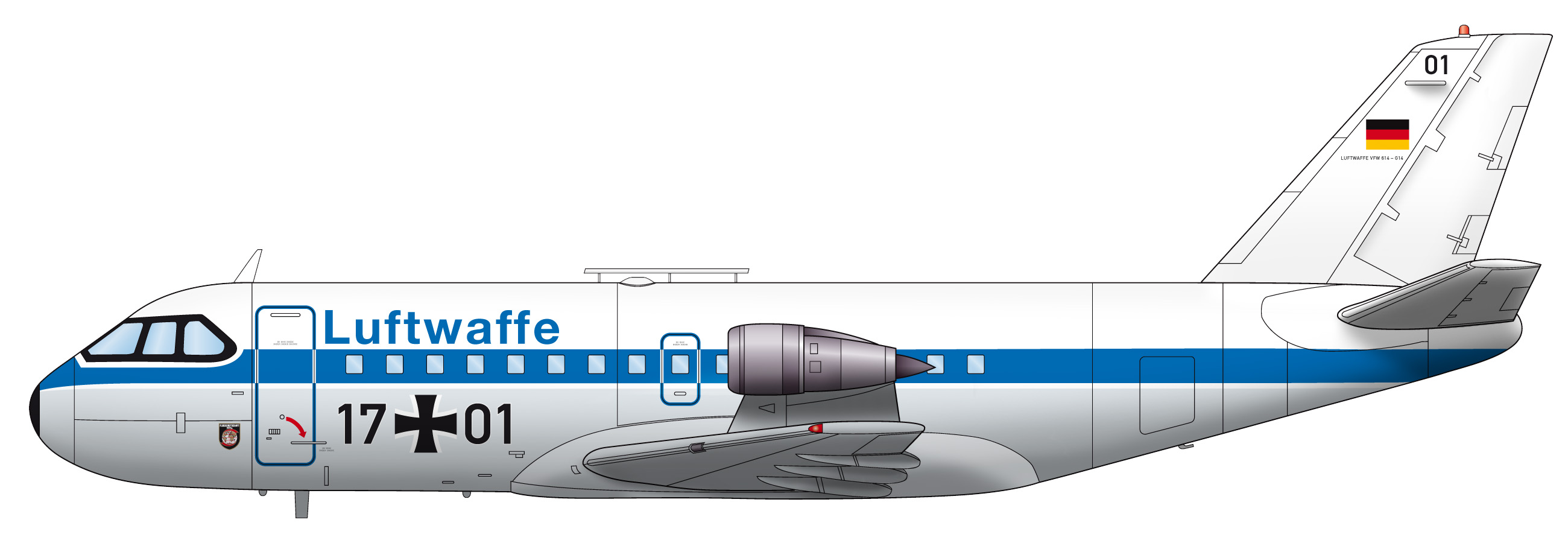
VFW614 (1977–1998)

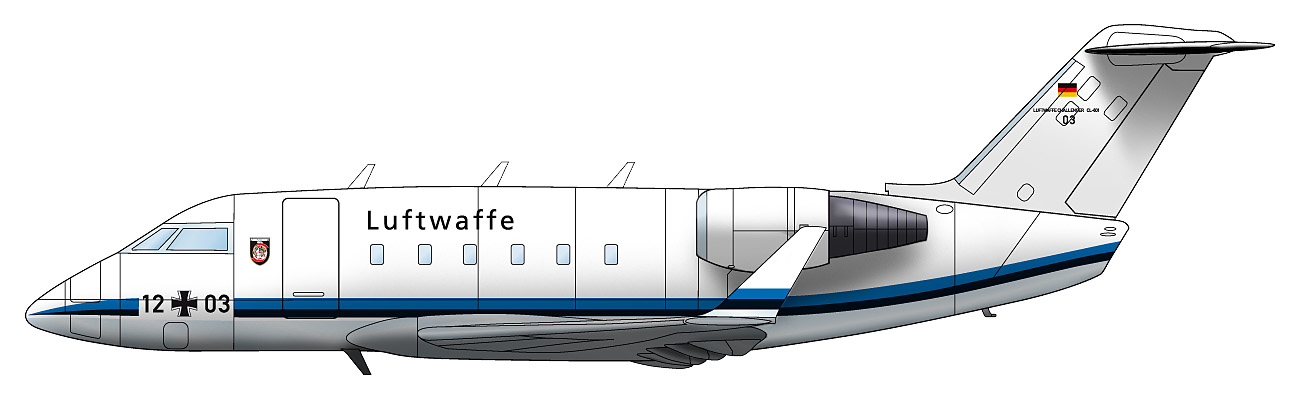
庞巴迪C601 (1986-2011)

- 1957-1963（2） 德哈维兰D.H.114（德语：de Havilland D.H.114）[32]
- 1957-1969（?） 比雅久P.149（德语：Piaggio P.149）[36]
- 1957-1976（2） 道格拉斯DC-3[32]
- 1958-1968（?） 帕西瓦尔彭布洛克C54（德语：Percival Pembroke）[32]
- 1958-1979（?） 多尼尔Do 27（德语：Dornier Do 27）
- 1959-1974（5） 康维尔CV340（德语：Convair CV 340）[32]
- 1959-1974（1）康维尔CV440（德语：Convair CV 440）[32]
- 1961-1968（1）多尼尔Do 28A（德语：Dornier Do 28）[37]
- 1962-1969（4） 道格拉斯DC-6[32]
- 1963-1986（4） 洛克希德C-140（德语：Lockheed JetStar）[32]
- 1968-1999（4） 波音707-307C[32]
- 1969-1988（8） HFB320（德语：HFB 320）[32]
- 1971-1988（4） 多尼尔Do 28D（德语：Dornier Do 28#Dornier Do 28 D Skyservant）[37]
- 1977-1998（3） VFW 614（德语：VFW 614）[32]
- 1986-2011（7） 庞巴迪C601（德语：Bombardier Challenger 600）[32]
- 1991-1999（2） 圖-154（原国家人民军）[32]
- 1991-2000（4） Let L-410（原国家人民军）[32]

#### 直升机
- 1958-1959（?） 布里斯托171梧桐（德语：Bristol 171）[33]
- 1959-1972（2） H-34G乔克托（德语：Sikorsky S-58）[33]
- 1968-2000（?） UH-1D[33]
- 1993-1997（6） 米尔-8（原国家人民军）[33]

## 事故
- 1968年1月16日，一架在不来梅作绕圈飞行的洛克希德C-140（德语：Lockheed JetStar）（CA+102）与汉莎航空飞行学院（德语：Lufthansa Flight Training）的一架比雅久P.149（德语：Piaggio P.149）发生碰撞，造成比雅久P.149坠毁，机上2名乘员当场死亡，C-140则仍可紧急迫降于不来梅。这架飞机其后也因损毁严重而被注销[38]。
- 1996年6月6日，一架在1996年YOU青年博览会（德语：Unglück bei der Jugendmesse YOU 1996）期间飞行于多特蒙德的UH-1D直升机在一片林地坠毁。13人当场死亡，仅1人幸存[39][40]。
- 1997年10月13日，一架图-154M（11+02）在纳米比亚西海岸与美国空军的一架洛克希德C-141（德语：Lockheed C-141）发生碰撞，共造成33人罹难[41]。